# Сазонов, Кузьма Иванович
Кузьма Иванович Сазонов (1 ноября 1898, с. Тюбелясы, Златоустовский уезд, Уфимская губерния Российская империя — 22 января 1958, СССР) — советский военачальник, генерал-майор (13 сентября 1944).

## Биография
Родился 1 ноября 1898 года в селе Тюбелясы, ныне в Усть-Катавском городском округе Челябинской области, Россия. Русский.
До службы в армии работал грузчиком и чернорабочим на ст. Тоцкое Ташкентской ж. д..

### Первая мировая война и революция
В феврале 1917 г. он был призван на военную службу и направлен в 170-й запасной пехотный полк в г. Бузулук. В августе зачислен в полковую учебную команду, однако её не окончил из-за революционных событий. В декабре 1917 г. в составе отряда, выделенного из полка, участвовал в боях с белоказаками А. И. Дутова в районе ст. Новосергеевка, Сырт (под Оренбургом).
В январе 1918 г. демобилизован. По возвращении на родину с февраля по май 1918 г. состоял в волостной дружине Тоцкой вол. Бузулукского уезда Самарской губернии.

### Гражданская война
В мае 1918 г. Сазонов с дружиной влился в 3-й советский Бузулукский полк. В его составе воевал против белочехов на Восточном фронте (в районе Бузулука), с июня сражался с белоказаками А. И. Дутова под Актюбинском. После соединения Туркестанской армии с войсками Красной армии в январе 1919 г. убыл в госпиталь в г. Оренбург из-за обморожения ног. По излечении вернулся в полк, переименованный к этому времени в 271-й Бузулукский стрелковый. В его составе участвовал в боях с войсками адмирала А. В. Колчака, отступал к Уфе и далее действовал в направлении Оренбурга. Летом полк был переброшен на Южный фронт в район ст. Мордова и участвовал в боях с войсками генерала А. И. Деникина. В августе 1919 г. был направлен на 25-е Воронежские курсы красных командиров в г. Задонск. В это время личный состав курсов участвовал в боях против конницы генерала К. К. Мамонтова. 14 сентября попал в плен, но через 3 часа бежал и присоединился к своей части. Затем с курсами он был эвакуирован в г. Симбирск. В феврале — марте 1920 г. курсы вновь вернулись в Воронеж. 1 октября 1920 г., окончив обучение, К. И. Сазонов был назначен командиром роты в 5-й стрелковый полк 3-й отдельной бригады в г. Царицын. Вскоре бригада была направлена на Южный фронт для борьбы с войсками генерала П. Н. Врангеля. Однако к этому времени боевые действия были завершены. В районе Дебальцево полк был передан в Трудовую армию и переименован в 5-й трудовой. В декабре из его состава был сформирован отряд по борьбе с бандитизмом, К. И. Сазонов, будучи командиром 6-й роты этого отряда, боролся с бандформированиями в районе Старобельска. Весной 1921 г. отряд вернулся в полк. При реорганизации Трудовой армии полк был направлен в резерв ХВО, а Сазонов назначен в 89-й стрелковый полк 30-й Иркутской стрелковой дивизии.

### Межвоенный период
В августе 1922 г. был командирован в 5-ю Киевскую пехотную школу. После завершения обучения в сентябре 1924 г. оставлен в ней и проходил службу в должностях командира взвода, курсового командира и командира роты курсантов. В июне 1930 г. после прохождения обучения на курсах «Выстрел» по личному рапорту был направлен командиром батальона в 89-й стрелковый полк. В сентябре 1931 г. переведён на должность командира 72-го отдельного пулемётного батальона Тираспольского УРа. С апреля 1933 г. — слушатель Военной академии РККА им. М. В. Фрунзе. В ноябре 1936 г. после выпуска из академии был направлен в штаб Приморской группы войск ОКДВА на должность помощника начальника 1-го (оперативного) отделения 1-го отдела, с марта 1937 г. исполнял должность начальника этого отделения.
С января 1938 по август 1939 г. учился в Академии Генштаба РККА, затем был назначен начальником штаба Минской армейской группы войск. В этой должности участвовал в походе Красной армии в Зап. Белоруссию. 10 октября 1939 г. переведен на должность начальника штаба 24-го стрелкового корпуса.
В июне 1940 г. в его составе участвовал в походе в Литву. 29 июля 1940 г. полковник Сазонов назначен начальником штаба 12-го стрелкового корпуса ЗабВО, с декабря временно командовал этим корпусом. 22 марта 1941 г. переведен на должность начальника штаба 51-го стрелкового корпуса УрВО в г. Молотов. В июне корпус вошёл в состав 22-й армии, с которой с 16 июня по ж. д. начал передислокацию в район Полоцка.

### Великая Отечественная война
24 июня 1941 г. дивизии корпуса выгрузились в районе Полоцка, Дретуни, Витебска и заняли оборону по северному берегу р. Зап. Двина. С 15 августа 1941 г. полковник Сазонов принял командование 51-м корпусом. Его части обороняли г. Великие Луки. 31 августа 1941 г. Сазонов был арестован и отдан под суд. Его обвинили в том, что он в ходе боев под Великими Луками «потерял» 98-ю и 112-ю стрелковые дивизии, а также самостоятельно оставил рубеж обороны по р. Торопец. Военным трибуналом он был осуждён на 7 лет ИТЛ с отсрочкой исполнения приговора до окончания военных действий и отправкой на фронт.
С 30 октября 1941 г. допущен к и. д. командира 179-й стрелковой дивизии, которая в составе 22-й армии Калининского фронта участвовала в Калининской оборонительной операции. В январе — апреле 1942 г. она принимала участие в наступлении Калининского фронта на ржевско-вяземском направлении. В мае дивизия вошла в подчинение 41-й армии и находилась в обороне юго-западнее г. Белый. В августе освобождён от должности и зачислен в резерв Военного совета Калининского фронта.
4 сентября 1942 г. вступил в командование 373-й стрелковой дивизией, находившейся на доукомплектовании после тяжёлых боёв под г. Белый. В октябре дивизия была передана 39-й армии и в её составе вела наступательные бои на ржевском направлении. С февраля 1943 г. она находилась в обороне севернее Духовщины. В мае дивизия вошла в 52-ю отдельную армию резерва Ставки ВГК. После доукомплектования в конце августа была передана Воронежскому фронту и участвовала в освобождении Левобережной Украины, битве за Днепр. С 3 октября вела бои на Степном фронте. С середины ноября дивизия вела наступательные бои по расширению плацдарма на правом берегу Днепра. 14 декабря её части принимали участие в освобождении г. Черкассы. В январе — феврале 1944 г. она участвовала в Корсунь-Шевченковской, а в марте — в Уманско-Ботошанской наступательных операциях. В августе части дивизии успешно действовали в Ясско-Кишиневской наступательной операции. В начале сентября она в составе армии была выведена в резерв Ставки ВГК, а с 30 октября включена в 1-й Украинский фронт. В его составе воевала до конца войны. Участвовала в Сандомирско-Силезской, Нижнесилезской, Берлинской и Пражской наступательных операциях.

### Послевоенная карьера
26 июля 1945 г. генерал-майор Сазонов был зачислен в распоряжение Военного совета 52-й армии, затем ГУК НКО. В конце октября его назначили зам. начальника штаба — начальником отдела оперативной подготовки штаба Кубанского ВО. С июля 1946 г. — начальник штаба 60-го стрелкового Братиславского Краснознаменного корпуса СКВО в г. Дзауджикау (ныне Владикавказ). С ноября 1947 г. состоял в распоряжении главкома Сухопутных войск, а в январе 1948 г. был назначен начальником Объединённых КУОС АрхВО. С января 1950 г. исполнял должность зам. командира 19-й горнострелковой дивизии СКВО. 25 октября 1950 г. уволен в отставку по болезни.

## Воинские звания
- Капитан — 30 декабря 1935;
- Майор — 20 февраля 1938;
- Полковник — 1939;
- Генерал-майор — 13 сентября 1944.

## Награды
- два ордена Ленина (21.02.1945[3], 06.04.1945);
- четыре ордена Красного Знамени (06.11.1943[4], 18.05.1944[5], 03.11.1944[3], 1948[3]);
- орден Кутузова 2 степени (29.05.1945);
- орден Богдана Хмельницкого 2 степени (27.04.1944);
- Медаль XX лет РККА[6].

Приказы (благодарности) Верховного Главнокомандующего в которых отмечен К. И. Сазонов
- За овладение крупным экономическим центром Украины городом Черкассы — важным узлом обороны немцев на правом берегу Днепра. 14 декабря 1943 года. № 49.